# Цзиси

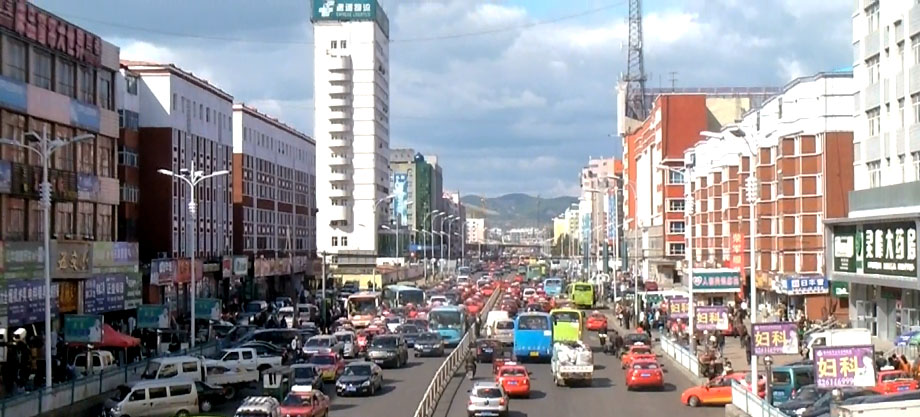
Вид на северо-восток из центра Цзиси

Цзиси́ (кит. упр. 鸡西, пиньинь Jīxī, буквально: «к западу от горы Цзигуаньшань») — городской округ в провинции Хэйлунцзян КНР.

## География
Цзиси расположен в юго-восточной части провинции Хэйлунцзян на равнине Саньцзян в верхнем течении реки Мулинхэ в 40 км от российско-китайской границы и около 120 км от озера Ханка. Граничит на востоке с Приморским краем России, на севере — с городским округом Шуанъяшань, на западе — с городским округом Цитайхэ, на юго-западе — с городским округом Муданьцзян.
Имеются месторождения угля, графита, силлиманита, золота, гранита и др. По запасам графита (770 млн т) занимает первое место в Азии.

## История
До X века эти земли входили в состав государства Бохай. Затем это были земли киданей и чжурчжэней.
После завоевания Китая маньчжурами для контроля над северо-восточными землями с 1662 года был назначен цзянцзюнь с резиденцией в Нингуте. С 1757 года ставкой цзянцзюня стала крепость Гирин, а в Нингуте разместился подчинённый ему фудутун. Земли современного Цзиси входили в состав нингутинского фудутунства.
С 1907 года Маньчжурия начала переводиться с системы военного управления на систему гражданского управления, начали учреждаться комиссариаты, управы и уезды. На землях Цзиси в 1908 году появилась Мишаньская управа (蜜山府), в 1909 — уезд Мулин (穆棱县) провинции Гирин.
После Синьхайской революции в Китае была введена новая система государственного управления, и в 1912 году Мишаньская управа была преобразована в уезд Мишань (密山县) провинции Гирин. В 1919 году был учреждён уезд Боли (勃利县) провинции Гирин.
В 1931 году Маньчжурия была оккупирована японскими войсками, а в 1932 году было образовано марионеточное государство Маньчжоу-го. 1 декабря 1934 года в Маньчжоу-го была создана провинция Биньцзян, в состав которой вошли уезды Мишань и Мулин. 1 июля 1937 года административно-территориальное деление Маньчжоу-го было изменено вновь, и территория современного Цзиси оказалась разделённой между провинциями Муданьцзян и Дунъань, а уезд Боли оказался в составе провинции Саньцзян. В сентябре 1941 года властями Маньчжоу-го был образован уезд Цзинин (鸡宁县). 1 октября 1943 года по инициативе Квантунской армии восточные провинции Маньчжоу-го были объединены в одну провинцию Объединённая Восточная Маньчжурия.
В 1945 году Маньчжурия была освобождена Советской армией. После войны правительство Китайской республики приняло программу нового административного деления Северо-Востока. 21 ноября 1945 года была образована провинция Хэцзян, и уезд Цзинин попал в её состав. 15 апреля 1946 года была создана новая провинция Суйнин, и уезд Цзинин перешёл под её юрисдикцию. В октябре 1946 года провинция Суйнин была преобразована в Специальный район Муданьцзян. Специальный район Муданьцзян был в 1947 году преобразован в провинцию Муданьцзян, однако вскоре провинция Муданьцзян была расформирована, а её территория поделена между провинциями Хэцзян и Сунцзян. В мае 1949 года провинция Хэцзян была присоединена к провинции Сунцзян; уезд Цзинин был переименован в уезд Цзиси. В 1954 году провинция Сунцзян была присоединена к провинции Хэйлунцзян.
18 декабря 1956 года решением Госсовета КНР был ликвидирован уезд Цзиси, а на его территории и части прилегающих земель был образован городской округ Цзиси. В августе 1958 года Цзиси был понижен в статусе до городского уезда. В июне 1964 года из земель городского уезда Цзиси и уездов Мишань и Боли был выделен уезд Цзидун. В феврале 1966 года Цзиси был вновь повышен в статусе до городского округа. В 1992 году под юрисдикцию Цзиси из-под юрисдикции городского округа Муданьцзян перешёл уезд Мишань, а в 1993 — Хулинь.

## Население
Население — 759 тыс. жителей (1999), из них более 95 % — хань, около 2 % — корейцы и маньчжуры, менее 1 % — прочие национальности. Агломерация имеет население 1,04 млн человек.

## Промышленность
Город известен добычей коксующегося угля. Также в городе расположены предприятия машиностроительной, строительной, деревообрабатывающей, пищевой промышленности.

## Города-побратимы
- Самчхок, Канвондо, Республика Корея

## Административно-территориальное деление
Городской округ Цзиси делится на 6 городских районов, 2 городских уезда и 1 уезд:
|   |                |          |           |              |                        |               |                            |
| # | Статус         | Название | Иероглифы | Пиньинь      | Население (2003 прим.) | Площадь (км²) | Плотность населения (/км²) |
| 1 | Район          | Цзигуань | 鸡冠区    | Jīguān qū    | 331 814                | 144           | 2292                       |
| 2 | Район          | Хэншань  | 恒山区    | Héngshān qū  | 173 545                | 587           | 307                        |
| 3 | Район          | Дидао    | 滴道区    | Dīdào qū     | 117 735                | 515           | 233                        |
| 4 | Район          | Лишу     | 梨树区    | Líshù qū     | 89 025                 | 396           | 227                        |
| 5 | Район          | Чэнцзыхэ | 城子河区  | Chéngzǐhé qū | 140 885                | 181           | 829                        |
| 6 | Район          | Машань   | 麻山区    | Máshān qū    | 36 624                 | 411           | 97                         |
| 7 | Городской уезд | Хулинь   | 虎林市    | Hǔlín shì    | 293 760                | 9329          | 32                         |
| 8 | Городской уезд | Мишань   | 密山市    | Mìshān shì   | 432 229                | 7724          | 56                         |
| 9 | Уезд           | Цзидун   | 鸡东县    | Jīdōng xiàn  | 295 415                | 3753          | 80                         |

## Транспорт

### Автомобильный
Цзиси соединён государственной сетью скоростных дорог с шоссе G11, шоссе Фанчжэнь — Хулинь и шоссе Цзиси — Хулинь — Цзяньсаньцзян.

### Железнодорожный
Город имеет сообщение с Цзямусы и Муданьцзянем, а также ответвления в Россию. На железнодорожной станции Цзиси ежедневно отправляются поезда в Пекин, Харбин, Цицикар и Муданьцзян. Цзиси известен также одним из последних рабочих паровозов Китая.

### Воздушный
Аэропорт Цзиси Синкайху (аэропорт оз. Ханка) (鸡西兴凯湖机场;雞西興凱湖機場) открыт в 2009 году.

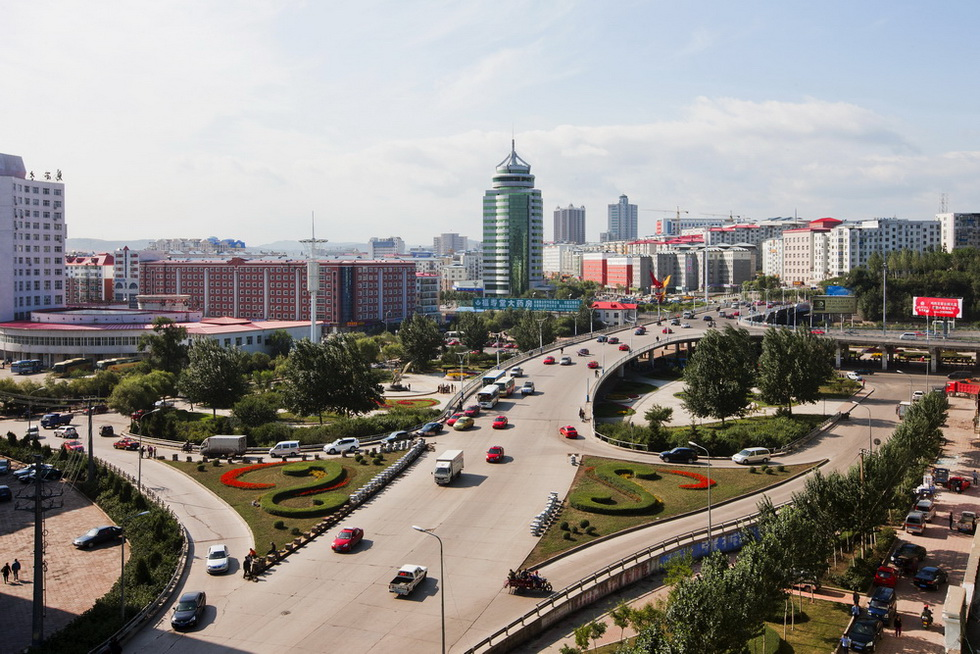
Автодорожный переезд в центре города